# Cantharocnemis spondyloides
Cantharocnemis spondyloides är en skalbaggsart som beskrevs av Audinet-serville 1832. Cantharocnemis spondyloides ingår i släktet Cantharocnemis och familjen långhorningar.
Artens utbredningsområde är:
- Djibouti.
- Kenya.
- Madagaskar.
- Mali.
- Malawi.
- Niger.
- Oman.
- Senegal.

Inga underarter finns listade.